# Сара Макінтош
Сара Макінтош (англ. Sarah MacIntosh; нар. 7 серпня 1969) — британський дипломат, постійний представник при НАТО (з лютого 2017 року), генеральний директор з питань оборони й розвідки Міністерства закордонних справ і у справах Співдружності націй (Форин-офісу) Великої Британії (2014—2016). Кавалер Ордена Святого Михайла і Святого Георгія.

## Біографічні відомості
У 1991 році вступила на британську дипломатичну службу. Працювала у британських місіях в ООН у Нью-Йорку та Відні. З 2004-го по 2005-й — координатор місії ООН в Косово у складі представників від Великої Британії. З 2006-го по 2008-й — Верховний комісар Великої Британії в Сьєрра-Леоне і Посол Великої Британії в Ліберії. З 2011-го по 2014-й — директор департамену з питань оборони та міжнародної безпеки у Форин-офіс. З 2014-го по 2016-й — генеральний директор з питань оборони і розвідки Міністерства закордонних справ і у справах Співдружності націй. З 2017-го — очолює представництво Великої Британії при НАТО.